# Nemichthys
Nemichthys – rodzaj ryb promieniopłetwych z rodziny nitkodziobcowatych (Nemichthyidae).

## Rozmieszczenie geograficzne
Do rodzaju należą gatunki występujące w wodach Oceanu Atlantyckiego, Oceanu Indyjskiego i Oceanu Spokojnego.

## Morfologia
Długość ciała do 161 cm.

## Systematyka
Rodzaj zdefiniował w 1848 roku angielski przyrodnik John Richardson w rozdziale dotyczącym ryb opublikowanym w publikacji poświęconej odkryciom zoologicznym podczas wyprawy HMS „Samarang” pod dowództwem kapitana Sir Edwarda Belchera, w latach 1843–1846. Gatunkiem typowym jest (oznaczenie monotypowe) nitkodziobek (N. scolopaceus).

### Etymologia
- Nemichthys: gr. νημα nēma, νηματος nēmatos ‘nić’; ιχθυς ikhthus ‘ryba’[12].
- Leptorhynchus: gr. λεπτος leptos ‘delikatny, drobny’[13]; βραγχια brankhia ‘skrzela’[14]. Gatunek typowy (oznaczenie monotypowe): Leptorhynchus leuchtenbergi Lowe, 1851 (= Nemichthys scolopaceus Richardson, 1848).
- Belonopsis: rodzaj Belone Cuvier, 1816 (Belonidae); gr. οψις opsis, οψεως opseōs ‘wygląd, oblicze, twarz’[15].
- Investigator: łac. investigator, investigatoris ‘dociekliwy, badacz’, od investigare ‘szukać’[16]. Gatunek typowy (oryginalne oznaczenie (również monotypowe)): Nemichthys acanthonotus Alcock, 1894 (= Nemichthys scolopaceus Richardson, 1848).
- Nematoprora: gr. νημα nēma, νηματος nēmatos ‘nić’[17]; πρωρα prōra ‘dziób, przód’[18]. Gatunek typowy (oryginalne oznaczenie (również monotypowe)): Nematoprora polygonifera Gilbert, 1905 (= Nemichthys scolopaceus Richardson, 1848).
- Tilurella: rodzaj Tilurus Kölliker, 1853 (Notacanthidae); ŁAC. przyrostek zdrabniający -ellus-a-um[19]. Gatunek typowy (późniejsze oznaczenie monotypowe): Tilurella gaussiana Pappenheim, 1914 (= Nemichthys scolopaceus Richardson, 1848)[10].
- Cercomitus: gr. κερκος kerkos ‘ogon’; μιτος mitos ‘nić’[8]. Gatunek typowy (oznaczenie monotypowe): Cercomitus flagellifer Weber, 1913 (= Nemichthys scolopaceus Richardson, 1848).
- Paravocettinops: gr. παρα para ‘blisko,  obok’[20]; rodzaj Avocettinops Roule & Bertin, 1924. Gatunek typowy (oryginalne oznaczenie (również monotypowe)): Paravocettinops trilinearis Kanazawa & Maul, 1967 (= Nemichthys scolopaceus Richardson, 1848).

### Podział systematyczny
Do rodzaju należą następujące gatunki:
- Nemichthys curvirostris (Strömman, 1896)
- Nemichthys larseni Nielsen & Smith, 1978
- Nemichthys scolopaceus Richardson, 1848 – nitkodziobek[21]